# Високи Кенигсбург
Дворац Високи Кенигсбург (фр. Château du Haut-Koenigsbourg) налази се у месту Оршвилер у Алзасу у Француској. Налази се на стратешком месту у планинама Вогези изнад равнице Алзаса. Коришћен је као утврђење од Средњег века до Тридесетогодишњег рата после кога је напуштен. Рестауриран је почетком 20. века по наређењу немачког цара Вилхелма II. Данас је дворац туристичка атракција.
Замак на овом месту се први пут помиње 1147. До раног 13. века био је власништво породице Хоенштауфен. У Тридесетогодишњем рату спалили су га Швеђани после педесетдводневне опсаде. Неколико стотина година замак је био напуштен и обрастао је шумом.
Град Зелештат је 1899. поклонио ову локацију цару Вилхелму II. Цар је желео да себи створи дворац који ће симболизовати Средњи век и дуговечност немачке културе, као и да појача везе Алзашана са Немачком. Менаџер пројекта рестаурације био је Бодо Ебхарт. Радови су трајали од 1900. до 1908. Ебхард се трудио да се у реконструкцији ослања на историјске изворе, али је повремено морао да импровизује. И сам цар је давао неке сугестије.
После Првог светског рата дворац је конфисковала француска држава. Од 1962. Високи Кенигсбург је национални историјски споменик.